# Libnetis sauteri
Libnetis sauteri is een keversoort uit de familie netschildkevers (Lycidae). De wetenschappelijke naam van de soort werd in 1993 gepubliceerd door Sergey Vasiljevich Kazantsev.